# NXT TakeOver: WarGames 2019
NXT TakeOver: WarGames (2019) was een professioneel worstelshow en WWE Network evenement dat georganiseerd werd door WWE voor hun NXT brand. Het was de 27ste editie van NXT TakeOver en vond plaats op 23 november 2019 in het Allstate Arena in Rosemont, Illinois, Chicago. Het was de derde evenement onder de TakeOver: WarGames chronologie. Tevens was dit een ondersteuningsevenement voor de 2019 editie van Survivor Series, die de volgende dag plaats vond.

## Matches
| Nr. | Match | Winnaar(s)  | Opmerkingen | Bron  |
| --- | --- | ----------- | --- | ----- |
| 1P  | Angel Garza vs. Isaiah "Swerve" Scott | Angel Garza | Een-op-een match. | [ 2 ] |
| 2   | Team Ripley (Rhea Ripley, Candice LeRae, Tegan Nox & Dakota Kai) vs. Team Baszler (Shayna Baszler, Bianca Belair, Io Shirai & Kay Lee Ray)               | Team Ripley | WarGames match | [ 2 ] |
| 3   | Pete Dunne vs. Damian Priest vs. Killian Dain | Pete Dunne  | Triple Threat match om de eerst volgende tegenstander te worden voor het NXT Championship bij het evenement Survivor Series. | [ 2 ] |
| 4   | Finn Bálor vs. Matt Riddle | Finn Bálor  | Een-op-een match. | [ 2 ] |
| 5   | Team Ciampa (Tommaso Ciampa, Keith Lee, Dominik Dijakovic & Kevin Owens) vs. The Undisputed Era (Adam Cole, Bobby Fish, Kyle O'Reilly & Roderick Strong) | Team Ciampa | WarGames match | [ 2 ] |